# 満福寺 (みよし市)
満福寺（まんぷくじ）は、愛知県みよし市にある浄土宗の寺院である。

## 歴史
奈良時代に、行基が救世観音を祀ったことが淵源とされる 。
天元5年（982年）には、大江定基によって延暦寺の支院・大乗寺として開基・建立される。近隣の山地一体を寺領として隆盛を誇ったとされるが、その後衰微する。
享禄4年（1531年）、大乗寺の跡地とされる場所（現在地）に光空見桐が念仏道場を建てて再興。この時に浄土宗西山派の寺とし、山号・寺号を石塔山満福寺と改めた。
寛文6年（1666年）には勅願所の綸旨を受け、山号を現在の東北山と改称。文久元年（1861年）には鎮守として吒枳尼天が境内に遷座し、三好稲荷閣として整備された（後述）。
昭和18年（1943年）5月、火災によって三好稲荷閣を含む堂宇・古文書を失った。現在の境内は、昭和45年（1970年）の現本堂再建以降、復興・整備されたものである。

## 境内
- 山門 - 昭和57年（1982年）再建。2階が鐘楼となっている。
- 手水舎 - 昭和57年（1982年）再建。
- 本堂 - 昭和45年（1970年）再建。本尊の阿弥陀仏座像は定朝様で、萬寿2年（1025年）の開眼と伝えられる[1]。
- 観音堂 - 昭和60年（1985年）再建。観世音菩薩を安置する。
- 秋葉堂 - 平成15年（2003年）建立。秋葉三尺坊権現を祀る。
- 動物慰霊塔 - 昭和60年（1985年）建立。
- 満福寺会館
- 書院
- 茶室

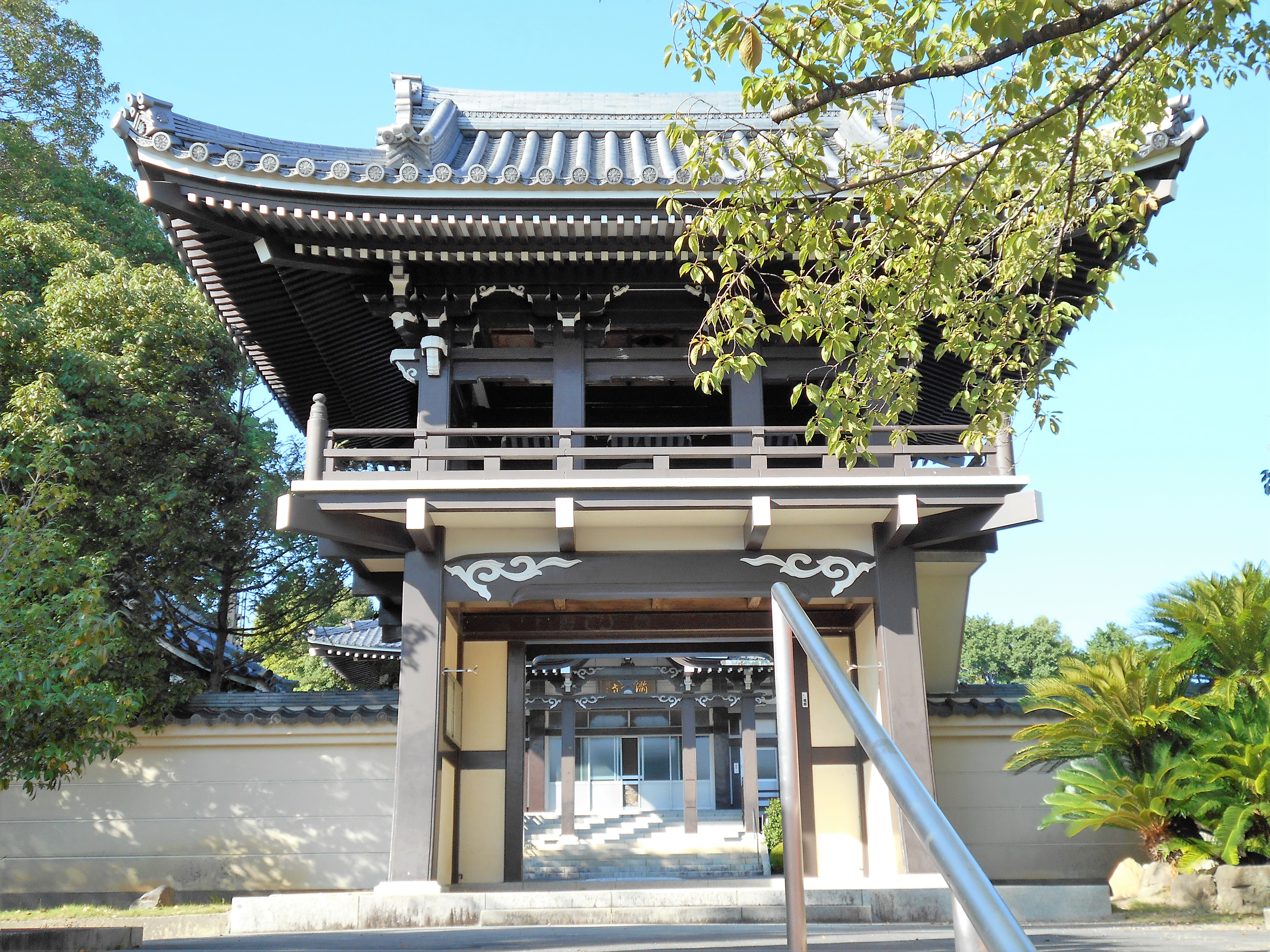
山門（2016年8月）
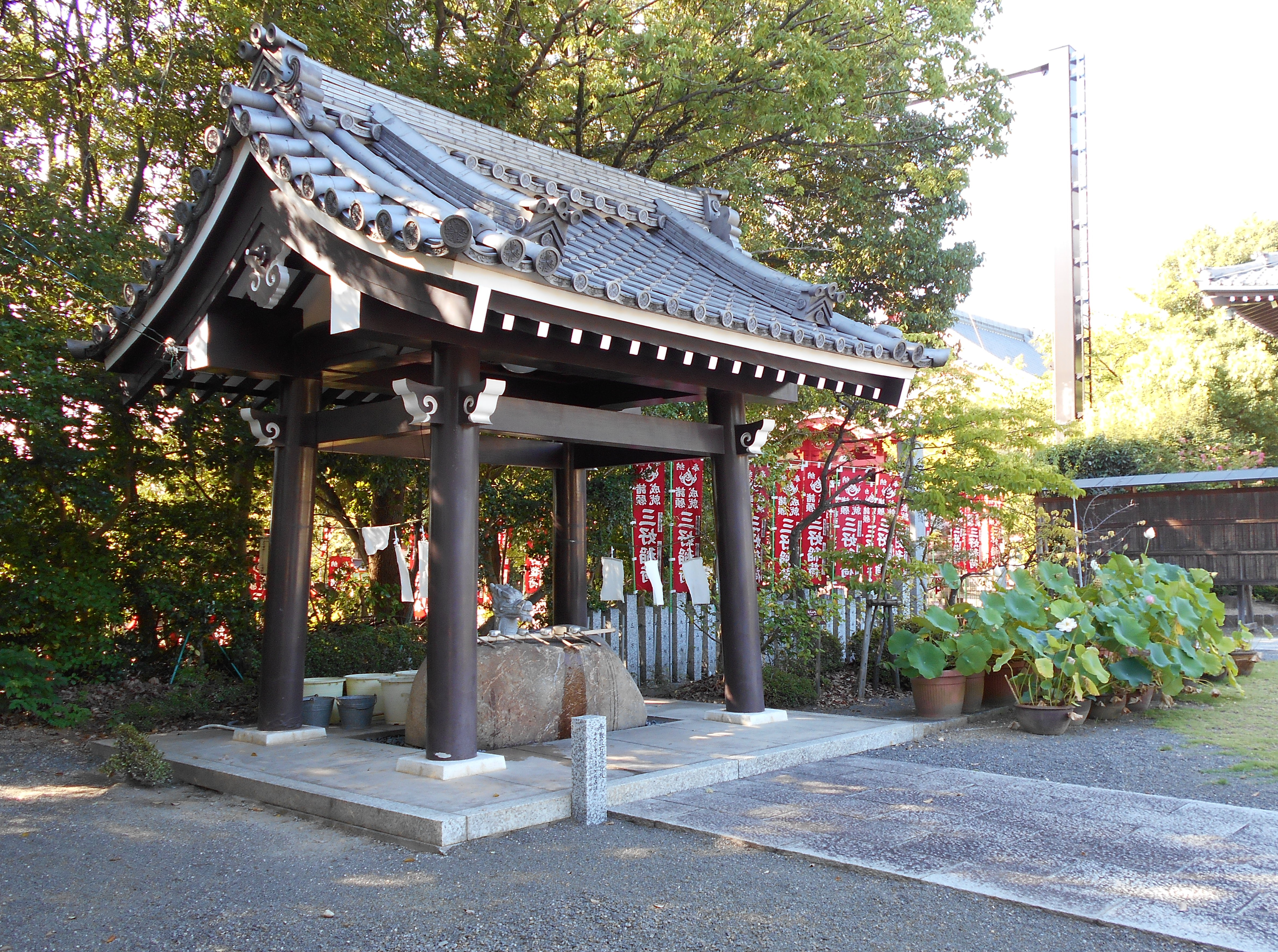
手水舎（2016年8月）
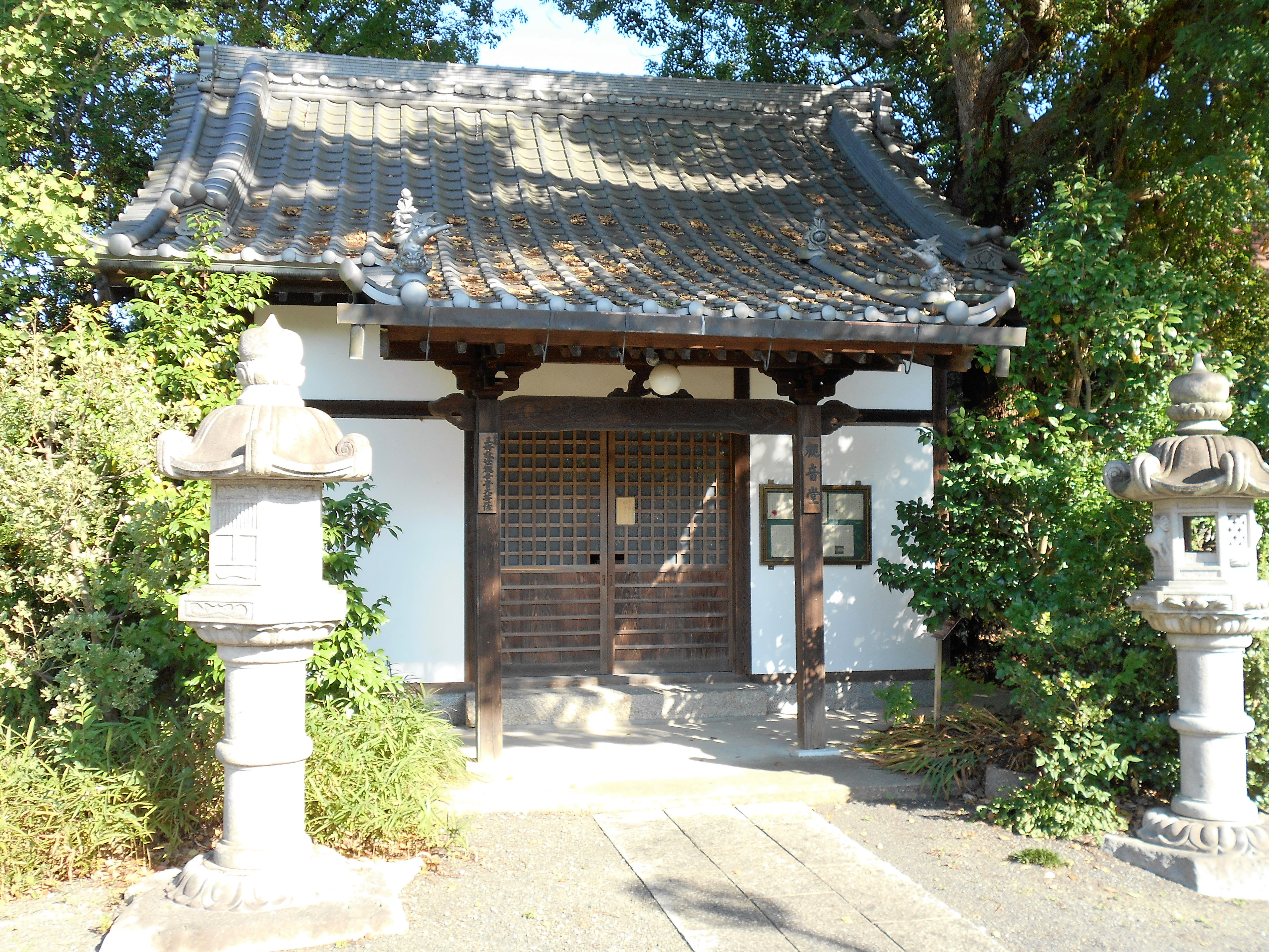
観音堂（2016年8月）
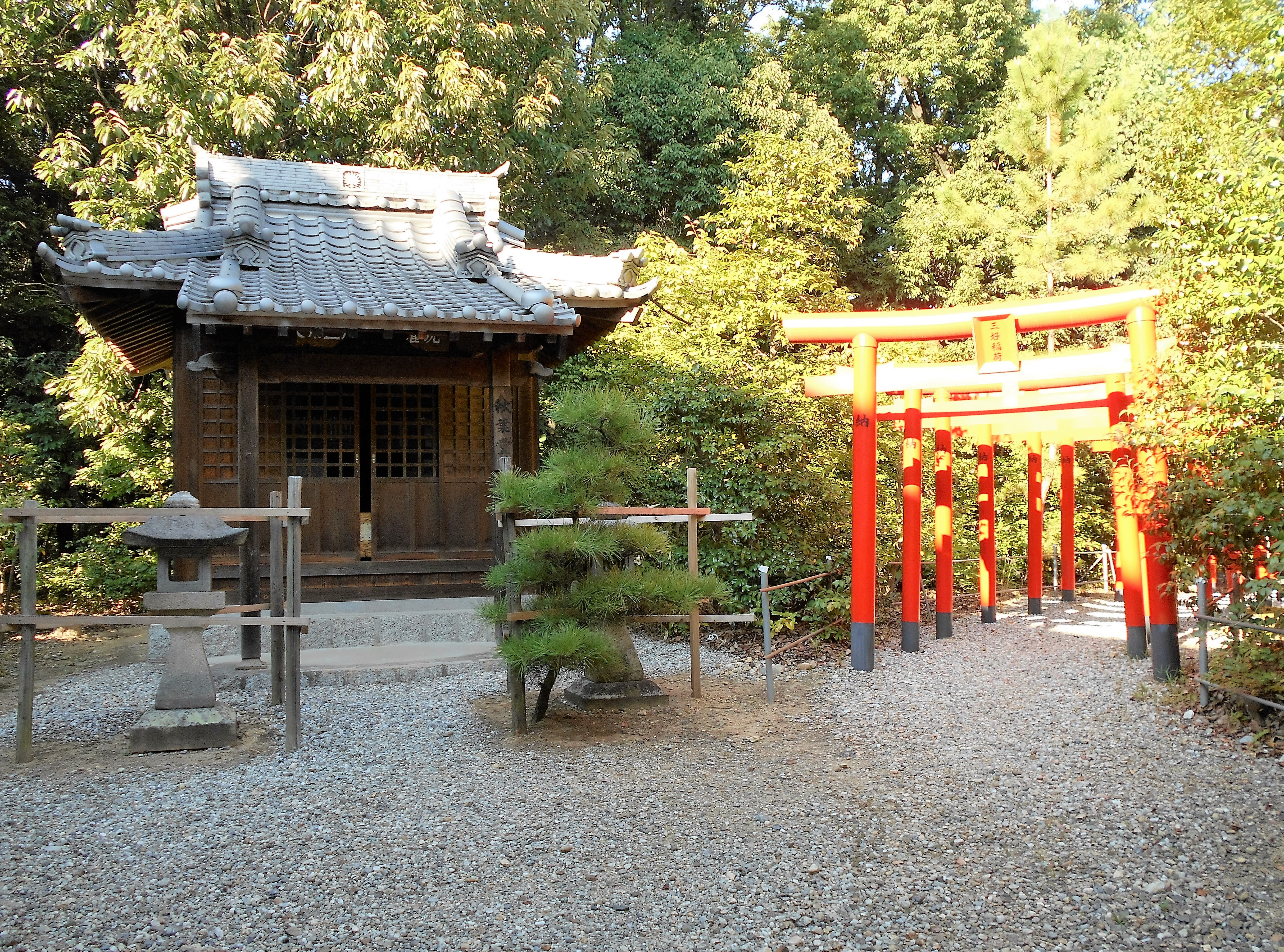
秋葉堂（2016年8月） 右側に並ぶ鳥居は、三好稲荷閣奥の院へ続く

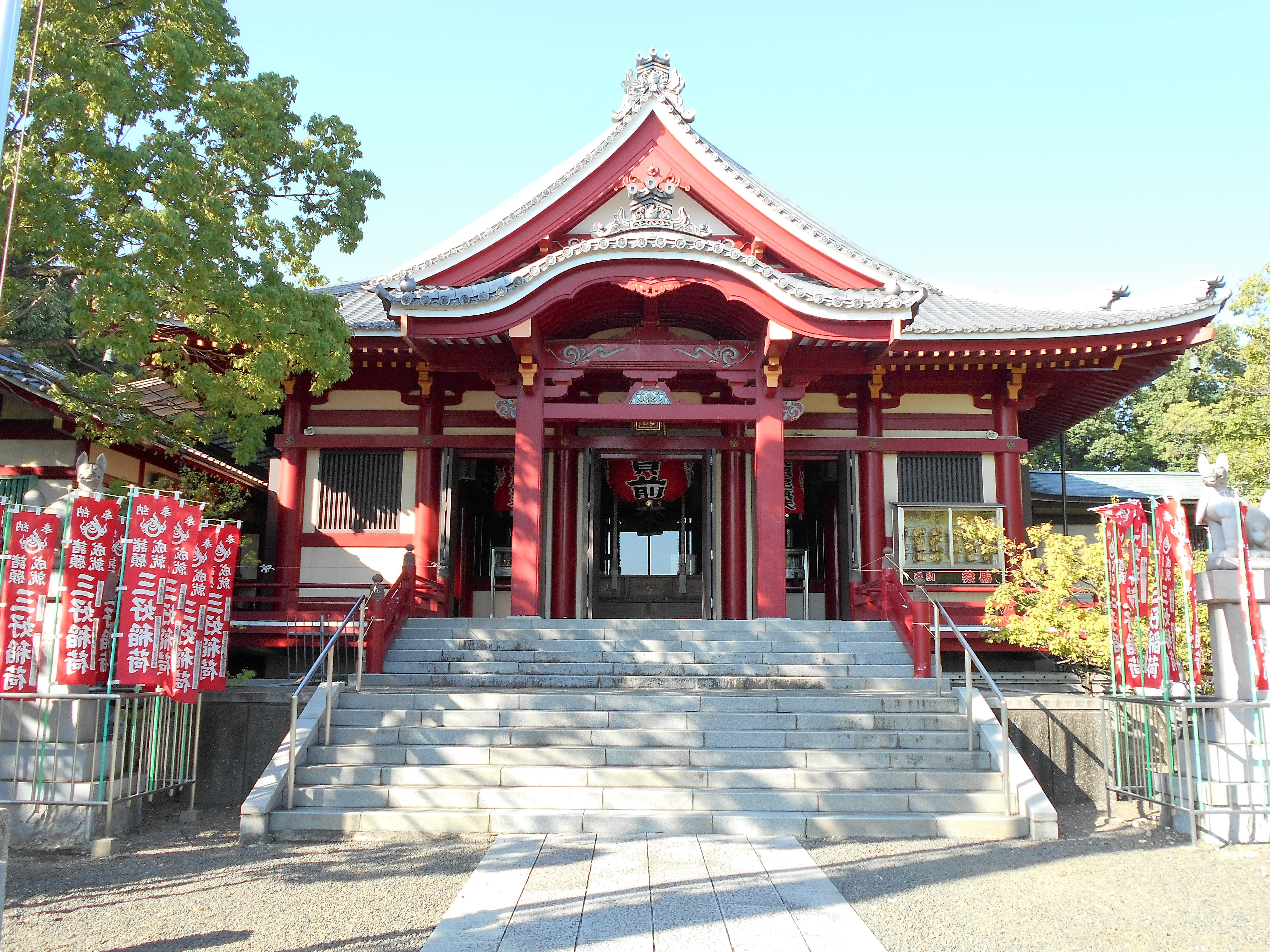
三好稲荷閣 本殿（2016年8月）

### 三好稲荷閣
境内西には寺の鎮守として吒枳尼天を祀る「三好稲荷閣」の本殿が建ち、その後方に並ぶ鳥居を進むと奥の院がある。
享保17年（1732年）、地元の庄屋・久野太郎右衛門が古くから近郊で祀られていた稲荷の祠3か所を合祀し、「三好稲荷」として陣取山（現・みよし市三好町陣取山）に遷した。文久元年（1861年）に、西大平藩主・大岡家の帰依を得て、満福寺の境内に遷座し堂宇が建立されると、西三河から尾張・美濃にかけて幅広い信仰を受けるようになった。
上述のとおり、昭和18年（1943年）5月の火災で本殿が焼失。仮堂での奉祀を経て、昭和57年（1982年）に現本殿が竣工した。

## 行事

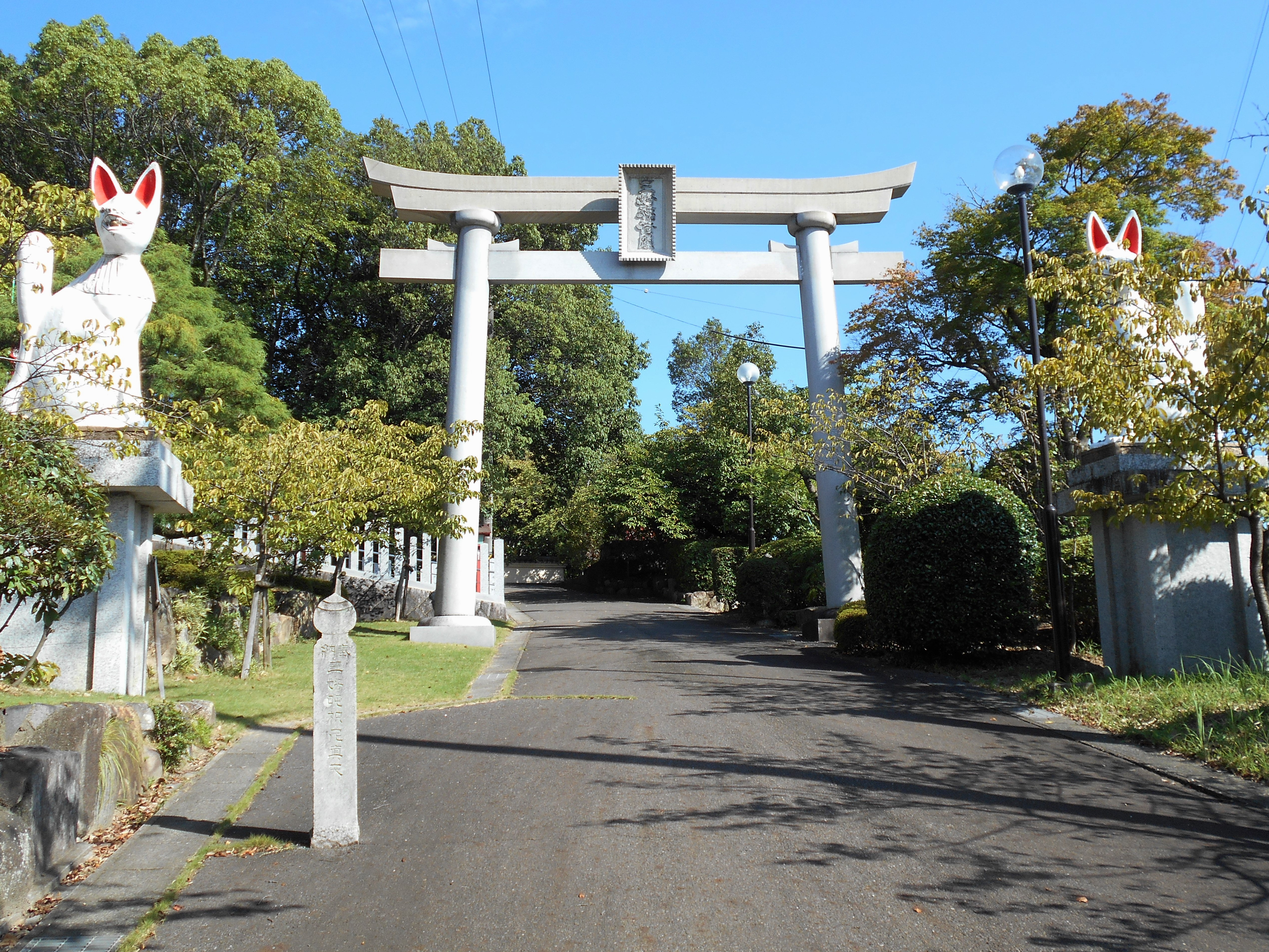
三好稲荷閣 鳥居（2016年8月）

- 新年修正会、三好稲荷閣新年祭・初祈祷 - 1月1日
- 三好稲荷閣進学就職祈祷 - 1月第3土曜日
- 三好稲荷閣初午大祭 - 旧暦2月初午日ごろの日曜日
- 宗祖法然上人御忌会 - 2月下旬
- 春彼岸会 - 春分の日
- 派祖深草忌会 - 4月18日
- 盆施餓鬼会 - 8月2日
- 三好稲荷閣夏季大祭 - 8月20日ごろの日曜日
- 秋彼岸会 - 秋分の日
- 動物慰霊祭 - 10月中旬
- 三好稲荷閣七五三祈祷 - 11月上旬-中旬
- 流祖西山忌会 - 11月下旬
- 除夜法要 - 12月31日

## 文化財
みよし市指定無形民俗文化財

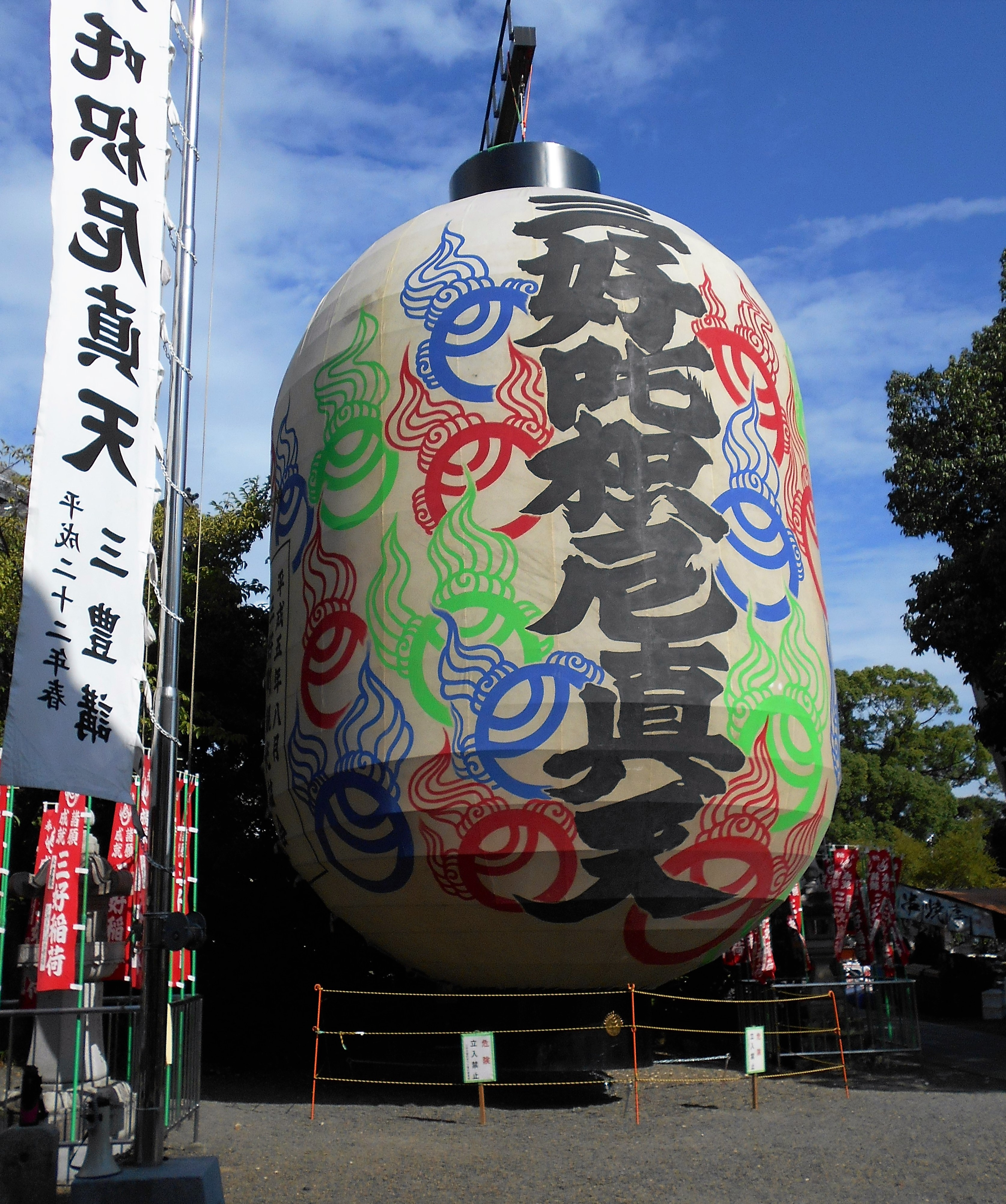
三好稲荷閣夏季大祭（大提灯まつり）で奉納される大提灯（2016年8月）

- 三好稲荷閣夏季大祭奉納行事（大提灯まつり）[4]

夏季大祭では、高さ11メートル・直径6.5メートル、重さ1,250キログラムの御所型提灯3張を組み立てて奉納する。当日は多数の露店が並び、境内では地元に伝わる棒の手や祭囃子の奉納が行われ、夜には打上花火もある。
提灯の奉納自体は江戸時代後期から行なわれていたが、当時は普通の大きさだった。昭和2年（1927年）、『新愛知』（現在の中日新聞の前身のひとつ）が企画した「愛知県下新十名所」の第2位に三好稲荷閣が選出され、それをきっかけに地元の有志が高さ10.6メートル、直径6メートル、重さ1,250キログラムの岐阜提灯1張（当時「日本一の大提灯」と称された）を同4年（1929年）に奉納したことで、「大提灯まつり」と呼ばれるようになった。昭和18年（1943年）5月の本殿焼失により中断するが、同26年（1951年）に復活。その後、前記の大提灯が昭和63年（1988年）に1張、平成5年（1993年）に2張奉納されている。
なお平成29年（2017年）8月に、大提灯のうち1張が「世界最大の吊り提灯」としてギネス世界記録に認定されている。

## 住所
愛知県みよし市三好町蜂ヶ池5

## アクセス
- 地下鉄鶴舞線・名鉄豊田線 赤池駅および名鉄三河線 豊田市駅から名鉄バスに乗り換えて「三好」バス停下車
- 名鉄豊田線 三好ヶ丘駅からさんさんバス（いいじゃんライン）に乗り換えて「中部小学校」バス停下車